# Ratpoison
Ratpoisonは、X Window System上で動作するタイル型ウィンドウマネージャ。Shawn Bettsによって開発された。そのユーザインタフェースおよび機能の多くはGNU Screenの影響を受けている。「Ratpoison」（殺鼠剤）という名前は、それがユーザにマウス（ネズミ、すなわちRat）を使うことなくウインドウを管理させるということからきている。
Ratpoisonの後継としてStumpWMが開発された。BettsはRatpoisonが次第に肥大化してきたとし、主としてCommon Lispでその機能を再実装することを決断した。